# Várlak Fesztivál
A Várlak Fesztivál (röviden Várlak) Szlovákia második legnagyobb magyar könnyűzenei és kulturális fesztiválja, melyet 2016 óta minden év augusztusában rendeznek meg Füleken, többek közt a füleki várban és a Füleki Városi Honismereti Múzeum udvarán. 
2019 márciusában a fesztivált szervező Iuvenis Neogradiensis Polgári Társulás a Magyar Fesztivál Szövetség rendes, majd négy évvel később a Gombaszögi Nyári Táborban a Felvidéki Magyar Fesztivál Szövetség (FeMaFeSzt) alapító tagja lett.

## Története

### A kezdetek
A fesztivál története egészen 2016-ra nyúlik vissza, amikor is egy helyi ifjúsági csoport tagjai különböző film- és kvízestek szervezése után elkötelezték magukat egy Szent István-napi fesztivál létrehozása mellett. Az első ízben megrendezett rendezvényen gyermekprogramokkal, koncertekkel, tüzijátékkal ünnepelték a magyar keresztény állam megalapításának évfordulóját.
2019-től az eddig főleg támogatótevékenységet végző, 2017-ben alakult és nagyrészt a helyi ifjúsági csoport tagjaiból álló Iuvenis Neogradiensis Polgári Társulás adta a műhelymunka kereteit és vette át a szervezést.
2020-ban a Covid19-világjárvány és az annak megfékezésére bevezetett létszámkorlátok miatt az immáron háromnapossá bővült rendezvény könnyűzenei programjai elmaradtak, ugyanakkor a Családi Piknik gyerekprogramjai és a közönségtalálkozók megtartásra kerültek, így a rendezvény - a létszámkorlátozásokkal összhangban - teltházat eredményezett.

### A bővülés
2021-re a fesztivál négynapossá vált és immáron több helyszínen is zajlott. A rendezvény vérkeringésébe bekapcsolódott a helyi Magyar Közösségi Ház és annak udvara, amely Chill Zone-ként előadásoknak és filmvetítéseknek, vagyis a Várlak közönségtalálkozó programjainak adott helyet, illetve emellett a Füleki Városi Honismereti Múzeum udvarán került megrendezésre a FolkLak Népművészeti Fesztivál, ami tulajdonképpen a fesztivál népzenei, népművészeti színpada.
2022-ben már több mint 100 programmal várta a látogatókat a fesztivál - többek közt családi piknik, könnyűzenei és folk programok, közönségtalálkozók, könyvbemutatók, illetve összművészeti és népművészeti tábor is színesítette a rendezvényt.
2023-ban a rendezvény nemcsak térben, hanem műszaki felszereltségben és programkínálatban is gyarapodott - többek közt teljesen elektronikus rendszerre állt át a jegyértékesítés, illetve a beléptetés, valamint az egy új helyszínnel is bővülő rendezvény immáron szépirodalmi programokat, színházi előadást és kerekasztal-beszélgetéseket felvonultatva vette fel az összművészeti és kultúrális jelleget. Ugyanezen év méltán tekinthető a fesztivál eddigi legsikeresebb évének, hiszen a látogatócsúcs mellett már a fesztivál kezdete előtt hetekkel elfogytak a rendezvény szombati napjára szóló napijegyek, illetve a fesztivál mind a négy napjára szóló és minden programjára belépést biztosító fesztivál bérletek.

## A fesztivál adatai
| Év   | Dátum                         | Főbb előadók (nagyszínpad & folkszínpad) | Látogatók száma összesen |
| ---- | ----------------------------- | --- | ------------------------ |
| 2016 | augusztus 20.                 | Nagy Feró és a Beatrice Ramses Musí Byť FunkastiK | 700                      |
| 2017 | augusztus 31.                 | Magna Cum Laude Gáspár Laci Sub Bass Monster | 1 600                    |
| 2018 | szeptember 1.                 | Tóth Gabi quartett Tankcsapda Pápai Joci Jewels | 1 700                    |
| 2019 | augusztus 30–31.              | Majka Király Viktor Dér Heni Alma Együttes Hajni és a fiúk | 4 000                    |
| 2020 | augusztus 29–30.              | A koronavírus járvány miatt csak a családi és a gyermekprogramok kerültek megtartásra, a zenei koncertek elmaradtak.                                                                          | 1 000                    |
| 2021 | augusztus 26–29.              | Kowalsky meg a Vega ByeAlex és a Slepp Halott Pénz Sub Bass Monster Ifjú Szivek Táncszínház Parno Graszt Szvorák Katalin                                                                      | 6 000                    |
| 2022 | augusztus 25–28.              | Bagossy Brothers Company Republic Horváth Tamás Bohemian Betyars Tárkány Művek VALMAR Alee Pósfa zenekar                                                                                      | 10 000                   |
| 2023 | augusztus 24–27.              | Azahriah Halott Pénz Parno Graszt Republic Csík zenekar - Presser Gábor - Karácsony János: A dal a miénk 2.0 Sub Bass Monster Dobroda zenekar Csángálló zenekar Szalonna és Bandája Kárpát FM | 13 000                   |
| 2024 | augusztus 29. – szeptember 1. | Dzsúdló Majka Takács Nikolas és a Swing à la Django VALMAR Analog Balaton Bagossy Brothers Company Parno Graszt Besh o droM Gyöngyhajú lány balladája - Omega musical                         | 14 000                   |

## További információ
- A Várlak Fesztivál hivatalos weboldala
- A Várlak Fesztivál a Fesztiválportál oldalon